# Cycniopsis humilis
Cycniopsis humilis är en snyltrotsväxtart som först beskrevs av Ferdinand von Hochstetter och Achille Richard, och fick sitt nu gällande namn av A. Backlund, Asfaw Hunde och E. Långström. Cycniopsis humilis ingår i släktet Cycniopsis och familjen snyltrotsväxter. Inga underarter finns listade i Catalogue of Life.